# Nick Rhodes
Nick Rhodes, nascido Nicholas James Bates (Moseley, 8 de junho de 1962) é um músico britânico. Mais conhecido como o membro fundador e tecladista da banda de new romantic Duran Duran.
Nick é o único membro da banda que esteve com ela desde a sua fundação em 1978. Nick se divorciou de Julie Anne Friedman em 1993, após nove anos de casamento. Os dois tiveram uma filha, Tatjana, nascida em 1986.
Ele também lançou álbuns com Arcadia em 1985 (um projeto paralelo Duran Duran), bem como The Devils em 2002 com Stephen Duffy o vocalista original do Duran Duran. Em março de 2013, ele lançou o projeto paralelo Mania TV há muito aguardado com ex-Duran Duran guitarrista Warren Cuccurullo.

## Infância e adolescência
Bates era o único filho de pais abastados, os proprietários de uma loja de brinquedos em Birmingham. Em 1978, Bates abandonou a escola aos dezesseis anos de idade, e fundou Duran Duran com seus amigos da escola de arte Stephen Duffy e John Taylor. Começou a tocar guitarra ainda na escola, compartilhando a aspiração de se tornar um guitarrista com amigo da vizinhança, John Taylor. Logo depois, Rhodes também começou a ensinar-se a tocar teclado em um sintetizador WASP. Rhodes deixou a escola aos dezesseis anos, sua primeira e única ocupação fora de uma banda sendo que o Disc Jockey para o clube de dança Rum Runner, em Birmingham, onde ele e Taylor estabeleceram o núcleo que iria evoluir para Duran Duran. Além de substituir membros da banda ocasionais e fazer as alterações do nome da banda.
Nicholas gostava do seu próprio nome, mas o problema era o seu sobrenome, Bates, que não se enquadrava nos padrões de um integrante de uma banda, o nome seria Nik Dior, mas acabou ficando por Nick Rhodes, ''Rhodes'' parecia ter a mistura certa de cultura superior e inferior, extraído do empresário do The Clash, Bernie, e da suprema sacerdotisa da moda Zandra Rhodes.
Mais ou menos ao mesmo tempo que o nome Duran Duran foi escolhido para a banda, ele decidiu mudar seu nome.
Enquanto a banda se uniu para formar a sua linha final em 1979-1980, o Duran Duran começou a tocar em um clube de Birmingham local chamado "The Rum Runner". Os proprietários do clube tornaram-se gestores da banda, e Rhodes começou a trabalhar no clube como Disc Jockey.

## Duran Duran
A banda alcançou sucesso rápido, e Rhodes foi uma força motriz por toda parte. Um músico sem instrução, ele experimentou o que seus sintetizadores analógicos eram capazes de fazer, mas se esquivou dos sons "novidade" de algumas outras bandas de synth cedo. O gorjeio distintivo de "Save A Prayer", as estocadas de teclado de "A View to a Kill", e os sons de cordas de "Come Undone" e "Ordinary World" são algumas de suas criações mais conhecidas, bem como a oscilação futurista synth que caracterizou o primeiro álbum auto-intitulado do Duran Duran. Ele também popularizou o Performer Crumar sobre os primeiros registros.
Rhodes também foi rápido a reconhecer o potencial do vídeo da música, e empurrou a banda para colocar mais esforço em seus primeiros vídeos do que parecia garantido no momento (antes do advento da MTV). Quase vinte anos quando a banda atingiu grande estrelato, ele cultivou uma imagem andrógina e, por vezes extravagante, usava maquiagem pesada, e mudou sua cor de cabelo no capricho.
''Tenho certeza de que eu sou um esquizofrênico. O problema é que eu não posso dizer a diferença entre os quais aqueles que, qual é o verdadeiro eu.'' Diz ele.
Após Duffy deixar o grupo, Rhodes e Taylor trouxe o baterista Roger Taylor. O vocalista Simon Le Bon veio a bordo com base na recomendação de sua ex-namorada, um barman no Rum Runner clube de Birmingham. Eles encontraram o guitarrista Andy Taylor através de um anúncio em um jornal de comércio. A banda teve seu nome distintivo do vilão "Dr. Durand Durand" em Roger Vadium 1968 sci-fi clássico cult Barbarella, estrelado por Jane Fonda.
Duran Duran começou sua ascensão ao estrelato em sua Inglaterra natal em 1981, com o single "Planet Earth". Nesse mesmo ano, o grupo lançou o álbum Duran Duran, que vendeu mais de 2 milhões de cópias. Críticos de música pode ter sido menos do que excitado pela banda, mas Duran Duran começou a atrair muitos seguidores com sua "ensopado musculoso de rock, funk e música eletrônica", como um escritor para a revista Keyboard certa vez descreveu seu som.
Em 1982 com Rio, Duran Duran se tornou uma das bandas de rock mais populares do mundo. Os vídeos para canções como "Hungry Like the Wolf" e "Rio" obteve airplay freqüente na MTV, o que deu aos fãs a chance de ver a banda em ação. Uma grande parte da imagem de Duran Duran era de seu estilo pessoal e sensibilidade artística. Rhodes se tornou famoso por seus cabelos tingidos e uso pesado de delineador. Todos os membros da banda encontraram-se objecto de adoração pelos seus fãs adolescentes e suas imagens muitas vezes adornado as páginas de revistas para adolescentes.
Duran Duran continuou a conquistar ouvintes com seu rock moderno dançante com Seven and the Ragged Tiger (1983). Do lado de fora do grupo, Rhodes perseguido outros interesses. Ele publicou uma coleção de sua fotografia abstrata, o Interference, por volta dessa época. Rhodes também se tornou famoso por namorar modelos, frequentando boates e sair com o artista Andy Warhol.
Em 1985, no entanto, agenda de shows e gravação ininterrupta da banda estava causando problemas internos. Tanto Roger e Andy Taylor se afastou da banda quando o grupo ...
Lançou em 1986   .... Notorious que foi um sucesso no mundo todo canções como American Science e  A Matter Of Feeling foram únicas.
Em 1987 Big Thing. O álbum provou ser um fracasso comercial, Porém em muitos Países fez muito sucesso a faixa Too Late Marlene ainda tocam no mundo inteiro mas Duran Duran continua a soldado.
Com 1993 do Duran Duran (também conhecido como o "Wedding Album"), o grupo retornou as paradas de singles com tais como "Ordinary World" e "Come Undone". Mesmo depois de John Taylor deixou o grupo em 1996, Rhodes ficou com colega de banda, Simon Le Bon. Eles trouxeram Warren Cuccurullo em 1987, para lidar com algumas das partes de baixo e de guitarra. Essa formação deu origem a alguns álbuns juntos, incluindo "WEDDING ALBUM".  Warren Cuccurullo permaneceu na banda durante quase 14 anos.
Rhodes e Warren Cuccurullo escreveu e produziu váriasfaixas para o álbum reunião Blondie, em 1996;  as faixas não foram usadas, mas uma canção chamada "Pop Trash Movie" foi gravado mais tarde por Duran Duran para a Pop Trash álbum de 2000.
Ao final dos anos 1990, Rhodes tinha começado a escrever letras para Duran Duran, assim como a música. Sua voz alterada digitalmente é ouvido na faixa-título do álbum de 1997 Medazzaland.
Em 2001, os cinco membros originais dos Duran Duran se reuniram para gravar novas músicas.
Em 2004, Rhodes e Le Bon voltaram a trabalhar com os três Taylors (John, Roger e Andy) em Astronaut. Eles perderam Andy Taylor ao fazer Red Carpet Massacre (2007), mas os quatro restantes ainda estão fortes. A banda lançou o álbum de estúdio All You Need Is Now, em 2010, e eles fazem numerosos concertos em todo o mundo.

## Outros projetos
Rhodes estudou técnicas de produção, enquanto no estúdio com Duran Duran, eventualmente, ajudar a misturar várias faixas do álbum Rio, e foi co-produtor em muitos dos álbuns posteriores da banda.
No início de 1983, ele descobriu a banda Kajagoogoo e co-produziu seu primeiro single Too Shy que se tornou um nº.1 Reino Unido (antes de qualquer dos singles do Duran atingindo nº.1).  Ele, brincando, disse que ele nunca iria fazer isso novamente, porque seu hit single "Too Shy" foi a canção que manteve Duran Duran de "Hungry Like The Wolf" fora do ponto # 1 nas paradas do Reino Unido.
Em 2002, Rhodes co-produziu e tocou sintetizadores adicionais em nove faixas do álbum Welcome to the Monkey House por The Dandy Warhols. Em 2004, ele produziu grupo pop britânica Riviera F para o seu EP de estreia amante International, publicada no Pop Cult / Tape Modern (etiqueta de Rhodes & Stephen Duffy).
Com seus companheiros de banda Simon Le Bon e Roger Taylor, Rhodes formou o projeto paralelo Arcadia enquanto Duran Duran estava em hiato em 1985. A banda teve um mal-humorado, heavy-teclado de som, muito mais atmosférico do Duran Duran (ou o hard rock do outro grupo dissidente Duran de 1985, Power Station). A banda teve um grande sucesso com "The Election Day" e único álbum da banda, So Red the Rose, ganhou disco de platina em os EUA, mas teve menos sucesso em seu Reino Unido natal. A banda nunca viajou e foi dissolvida quando Duran Duran se reagruparam em 1986.
Em 1999, Rhodes se reuniu com o vocalista original de Duran Duran, Stephen Duffy, para criar novas músicas com base em alguns dos primeiros Duran música os dois haviam escrito juntos. O resultado foi as olheiras álbum, lançado sob o nome de The Devils.
Também em 1999, Rhodes teve uma pequena aparição (em apenas voz) como um piloto de bombardeiro canadense em South Park: Bigger, Longer & Uncut.
Em 2006, Rhodes e John Taylor colaborou no álbum de compilação Only After Dark.
Em 2011 Rhodes, juntamente com Andrew Wyatt e Mark Ronson remixada do Depeche Mode Personal Jesus para remix de compilação da banda eletrônica britânica Remixes 2: 81-11.
Também em 2011, Rhodes escreveu o posfácio ao "80 de 7 polegadas, livro de capa do vinil premiado Put the Needle on the Record.
Em março de 2013, TV Mania formado por Nick Rhodes e ex-Duran Duran guitarrista Warren Cuccurullo, lançado Bored with Prozac and Internet ?. Ao longo dos anos 1990, Rhodes trabalhou neste projeto paralelo com Cuccurullo. Para apoiar o lançamento do projeto, Rhodes teve uma exposição de sua fotografia, BEI INCUBI (Beautiful Nightmares), na fábrica de vinil em Chelsea, Londres, em 07 de março. Ao falar sobre a Rhodes Mania TV, The Huffington Post, comentou: "Os fãs de música serão duramente pressionados para encontrar um registro mais relevante".

## Vida pessoal
Rhodes conheceu Julie Anne Friedman (herdeira do Iowa, EUA fortuna Younkers Department Store) em uma festa de iate durante uma turnê americana em 1982, e se casou com ela em 18 de agosto de 1984. Eles têm uma filha juntos, Tatjana Lee Orchid (nascido em 23 de agosto 1986). Depois de uma breve separação e uma tentativa de conciliar, que pediu o divórcio em 1992. A disputa judicial resultou em importante precedente em relação às questões de custódia internacional, seguido amplamente nos tribunais de os EUA e outros países, por vezes referido como o "estabelecida propósito "doutrina: Em Re Bates, No. CA 122-89, Superior Tribunal de Justiça, Família Div'l Ct. Royal Courts of Justice, Reino Unido (1989).
Rhodes ficou encantado do mundo da arte, fazendo amizade com Andy Warhol e a multidão Factory, e participar de exposições em todo o mundo. Ele descreveu uma vez um dos destaques deste período de sua vida como "comprar um Picasso no meu cartão American Express". No final de 1984, ele lançou seu próprio livro de fotografias de arte abstrata chamado Interference. Muitas das fotos foram exibidas em uma exposição na galeria de Hamilton, em Londres.
Rhodes tem sido um vegetariano desde 1988, após um incidente em que ele cortado em um bife e o sangue jorrou em sua camisa branca ", como uma artéria bombeando sangue".
Em novembro de 2011, Rhodes recebeu um doutorado honorário do grau das artes da Universidade de Bedfordshire, por seus serviços à indústria da música.
Rhodes estudou técnicas de produção, enquanto no estúdio com Duran Duran, eventualmente, ajudar a misturar várias faixas do álbum Rio, e foi co-produtor em muitos dos álbuns posteriores da banda.
Interesse de longa data Rhodes 'na produção de filmes e música levou ao início de sua própria empresa de produção baseada no Reino Unido, TV Mania, com Cuccurullo. Rhodes também possui um amor e talento para a fotografia. Rhodes é um fã devoto de arte e animação, um amigo pessoal de ambos South Park co-criador Trey Parker e o falecido Andy Warhol. Rhodes tem participado em vários eventos de caridade em sua carreira, incluindo em 1985 concerto Live Aid, projeto Band Aid de Sir Bob Geldof e The Secret Policeman's Ball, uma série de apresentações no Reino Unido, que beneficiam a Anistia Internacional.